# Уэстфал, Пол
Пол Дуглас Уэстфал (англ. Paul Douglas Westphal; 30 ноября 1950 года, Торранс, штат Калифорния, США — 2 января 2021 года, Скотсдейл, штат Аризона, США) — американский профессиональный баскетболист и тренер. Член Зала славы баскетбола с 2019 года.

## Карьера игрока

### Бостон Селтикс (1972–1975)
«Бостон Селтикс» выбрали Уэстфаля под 10-м номером на драфте НБА 1972 года. После трех сезонов в Бостоне, в 1974 году «Селтикс» обменяли  Уэстфаля в «Финикс Санз» на Чарли Скотта.

### Финикс Санз (1975–1980)
В своем первом сезоне в «Финикс Санз» Уэстфал помог «Санз» выйти в свой первый финал НБА против «Селтикс». В пятой игре этой серии, которую часто называют «величайшей игрой в истории НБА», он сделал несколько решающих бросков, которые довели игру до тройного овертайма, после чего «Бостон» одержала победу.

## Карточка игрока
Играл на позиции атакующего защитника. Учился в Университете Южной Калифорнии, в 1972 году был выбран на драфте НБА под 10-м номером командой «Бостон Селтикс». Позже выступал за команды «Финикс Санз», «Сиэтл Суперсоникс» и «Нью-Йорк Никс». Всего в НБА провёл 12 сезонов. В сезоне 1973/1974 годов Уэстфал стал чемпионом НБА в составе «Бостон Селтикс». В 1968 году стал лучшим баскетболистом среди учащихся старшей школы. Пять раз (1977—1981) принимал участие в матче всех звёзд НБА. Три раза (1977, 1979 и 1980) включался в 1-ю сборную всех звёзд НБА, а также один раз (1978) — во 2-ю сборную всех звёзд НБА. За ним в «Санз» закреплён номер 44. Всего за карьеру сыграл 823 игры, в которых набрал 12 809 очков (в среднем 15,6 за игру), сделал 1580 подборов, 3591 передачу, 1022 перехвата и 262 блок-шота.

## Карьера тренера
После завершения карьеры тренировал команды «Финикс Санз» (1988—1996), «Сиэтл Суперсоникс» (1998—2000) и «Сакраменто Кингз» (2009—2012).
Два раза назначался на должность главного тренера матча всех звёзд НБА в команду Запада (1993, 1995).